# 프리츠 가네베르크
프리츠 가네베르크(Fritz Gansberg)는 독일의 교육학자이다. 가네베르크는 학교를 생산적인 활동과 정신적 활동을 행하게 하는 장소로 규정했다. 그리고 여기에 적응할 수 있는 입문서를 저술했다. 그는 브레멘 학교 개혁 운동의 창시자이기도 하다.